# Минеевка (река)
Минеевка — река в России, протекает в Кичменгско-Городецком районе Вологодской области. Устье реки находится в 34 км по левому берегу реки Пыжуг. Длина реки составляет 19 км.
Исток реки находится на Северных Увалах у покинутой деревни Избное-Раменье в 27 км к северо-востоку от села Кичменгский Городок. Генеральное направление течения — юго-запад, русло сильно извилистое. Всё течение проходит по ненаселённому холмистому лесному массиву. Приток — Большая Овсянка (левый). Ширина реки не превышает 10 м. Впадает в Пыжуг чуть ниже посёлка Лаптюг.

## Данные водного реестра
По данным государственного водного реестра России и геоинформационной системы водохозяйственного районирования территории РФ, подготовленной Федеральным агентством водных ресурсов:
- Бассейновый округ — Двинско-Печорский;
- Речной бассейн — Северная Двина;
- Речной подбассейн — Малая Северная Двина;
- Водохозяйственный участок — Юг;
- Код водного объекта — 03020100212103000010941.